# 示差熱分析
示差熱分析 (しさねつぶんせき、英: Differential thermal analysis、略称: DTA）は、熱分析技術のひとつであり、示差走査熱量測定（DSC）と類似した分析方法である。DTAでは、試験する材料と不活性な基準物質は、全く同じ熱履歴を受けるようになっており、試料と基準物質との温度差が記録される。この温度差は、時間に対して、または温度に対してプロットされる（DTA曲線、もしくはサーモグラムと呼ばれる）。 試料の変化は、基準物質に対し、発熱あるいは吸熱として、検出される。したがって、DTA曲線は、ガラス転移、結晶化、溶融および昇華といった変化に関するデータを示す。 DTAピーク面積はエンタルピー変化であり、サンプルの熱容量の影響を受けない。

## 装置
DTAは、サンプルホルダー、熱電対、サンプル容器、セラミックや金属ブロック、炉、温度プログラム、記録システム　から構成されている。鍵となる特徴は、電圧計に接続された2つの熱電対の存在である。一方の熱電対にはAl2O3のような「不活性な」標準試料をセットし、もう一方の熱電対には分析対象の試料をセットする。温度が上昇するにつれて、試料が相転移すると、短時間の電圧の振れが生じる。これは、加熱により変化しない標準物質の温度は上昇するが、試料では相転移により潜熱として取り込まれるために起こる。

## 現在の装置
今日の市場では、ほとんどの分析機器メーカーはDTAシステムだけではなく、この分析技術を熱重量分析（TGA）システムに組み込んでいる、TGAは重量減少と熱の両方の情報を分析できる。現在ではソフトウェアの進歩により、これらの機器は、TGA-DSC機器に置き換えられており、この分析機器では重量減少を同時に伴いながら、試料の温度と熱の流れの情報を得ることができる。 この機器は、通常、SDT（示差熱・熱重量同時測定、英：simultaneous DSC/TGA）と呼ばれる。

## 用途
DTA曲線は、物質同定のための「指紋」として使用できるだけでなく、相図の決定、熱変化測定、様々な雰囲気における分解挙動、といった分析にも通常適用できる。
DTAは、医薬品や食品業界で広く利用されている。
また、DTAは、セメント化学、鉱物学研究 および環境科学研究にも使用されている。
さらに、DTAは遺骨 や考古学的試料の年代決定にも利用されている。DTAにより、液体と固体の相図を得ることもできる。